# 中山市華辰實驗中學
中山市华辰实验中学（原华南师范大学中山附属中学）简称“中山华实”，是一所位于广东省中山市港口镇的全日制、寄宿制、民办学校，创建于2004年，包括小学、初中、高中，建立12年一体教育。 

## 外部連結
- 中山市華辰實驗中學簡介 （页面存档备份，存于）